# Najib Mikati
Najib Azmi Mikati, född 24 november 1955, är en libanesisk politiker (politisk mitt), affärsman, investerare och entreprenör. Han är Libanons premiärminister sedan den 10 september 2021. Mikati har suttit som premiärminister två gånger tidigare, första gången var det mellan den 19 april och den 19 juli 2005, den andra gången varade mellan den 25 januari 2011 och den 15 februari 2014. Han har också varit minister för offentlig sektor och transport mellan 1998 och 2004.
Mikati avlade en master of business administration vid American University of Beirut. Mikati grundade, tillsammans med sin äldre bror Taha Mikati, telekommunikationsföretaget Investcom, som de sålde till det sydafrikanska MTN Group för 5,5 miljarder amerikanska dollar i juni 2006. Bröderna grundade senare investmentbolaget M1 Group, som har gjort investeringar i bland annat MTN Group, modehusen Façonnable och Pepe Jeans samt i fastigheter i Europa, Mellanöstern och Nordamerika. Den amerikanska ekonomitidskriften Forbes rankade Mikati till att vara världens 1 141:a rikaste med en förmögenhet på 2,9 miljarder amerikanska dollar för den 23 september 2021.
Mikati har ägarintressen i två superyachter, ena är den helägda Mimtee medan den andra är Chopi Chopi, som han deläger tillsammans med brodern.